# Гонец (шхуна, 1829)
«Гонец» — парусная шхуна Балтийского флота Российской империи, одна из четырёх шхун типа «Вихрь». Находилась в составе флота с 1829 по 1842 год, во время несения службы совершала плавания в акватории Балтийского моря и Финского залива, использовалась в качестве учебного, крейсерского и брандвахтенного судна, принимала участие в действиях флота против польских мятежников во время восстания 1830—1831 годов. По окончании службы шхуна была разобрана.

## Описание судна
Парусная шхуна с деревянным корпусом, одна из четырёх шхун типа «Вихрь». Длина шхуны между перпендикулярами составляла 24,4 метра, ширина без обшивки — 6,7 метра, а осадка — 2,7 метра. Вооружение судна состояло из 14-ти орудий, а экипаж из 50-ти человек.
Одна из четырёх шхун и восьми одноимённых парусных судов, которые несли службу в составе Российского императорского флота. Также в составе Черноморского флота несли службу одноимённые шхуны 1820, 1835 и 1878 годов постройки, а в составе Балтийского флота одноимённые транспорт 1785 года постройки, парусный катер 1800 года постройки и два брига 1808 и 1818 годов постройки.

## История службы
Шхуна «Гонец» была заложена на стапеле Лодейнопольской верфи 19 (31) мая 1829 года и после спуска на воду 3 (15) сентября 1829 года вошла в состав Балтийского флота России. Строительство вёл кораблестроитель подпоручик Корпуса корабельных инженеров Н. И. Федоров. Осенью того же года перешла из Лодейного Поля в Санкт-Петербург, а затем в Кронштадт.
В 1830 году выходила в крейсерские плавания в Финский залив до Красной горки. В кампанию 1831 года несла службу на кронштадтском рейде, после чего в составе эскадры вице-адмирала Ф. Ф. Беллинсгаузена выходила в крейсерство к берегам Курляндии до Либавы для пресечения связей польских мятежников. 19 (31) октября 1831 года во время шторма в Кронштадтской гавани на шхуну навалило бриг «Гектор», в результате чего на шхуне сломало бушприт и фок-мачту.
В кампании 1832 и 1833 годов принимала участие в практических плаваниях в Балтийское море и Финский залив в составе эскадр кораблей Балтийского флота. В кампанию 1833 года также несла брандвахтенную службу на ревельском рейде, как и всю кампанию следующего 1834 года. В кампании следующего 1835 года вновь выходила в практические и крейсерские плавания в Балтийское море и Финский залив, в том числе от Кронштадта до Борнхольма. В 1836 году совершала плавания в акватории Финского залива, после чего в том же году заняла брандвахтенный пост в Риге, на котором находилась до 1841 года включительно.
По окончании службы в 1842 году шхуна «Гонец» была разобрана.

## Командиры шхуны
Командирами парусной шхуны «Гонец» в составе Российского императорского флота в разное время служили:
- лейтенант A. M. Карелли (до июля 1831 года)[20];
- лейтенант, а с 31 декабря 1832 (12 января 1833) года капитан-лейтенант П. С. Лутковский (с июля 1831 года по 1835 год)[21];
- капитан-лейтенант Н. Ф. Ломен (1836 год)[22];
- Иванов (1837—1841 годы)[комм. 5].